# فرودگاه توئامازینا
فرودگاه توئامازینا  (به انگلیسی: Toamasina Airport) یک فرودگاه همگانی با کد یاتا TMM است که یک باند فرود آسفالت دارد و طول باند آن ۲۱۷۱ متر است. این فرودگاه در کشور ماداگاسکار قرار دارد و در ارتفاع ۷ متری از سطح دریا واقع شده است.

## شرکت‌های هواپیمایی و مقصدهای پروازی

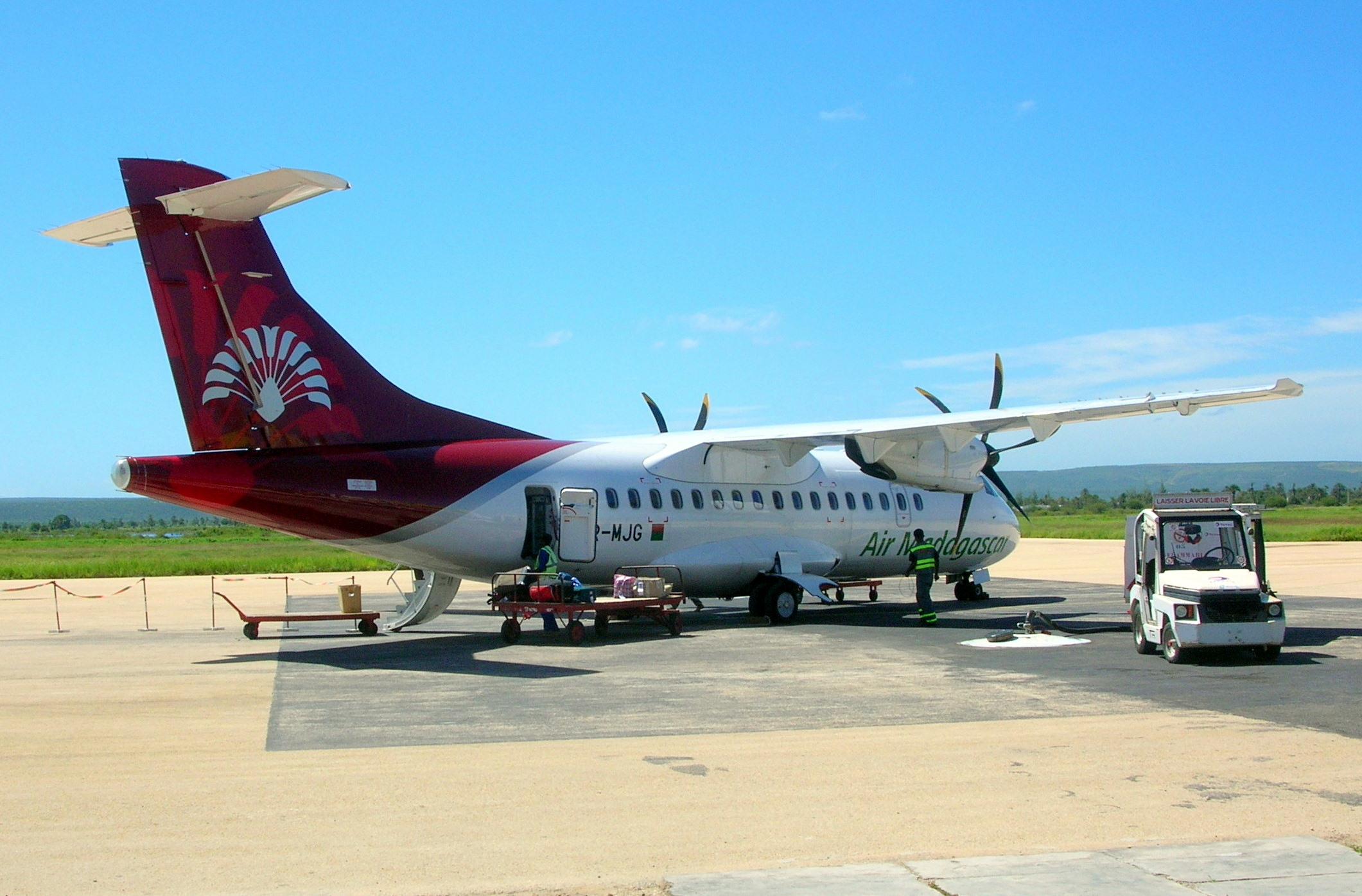
An ATR42-500 at the Toliara Airport

| شرکت‌های هواپیمایی | مقصدهای پروازی                         |
| ----------------- | -------------------------------------- |
| ایر ماداگاسکار    | ایواتو، Morondava، رولاند گرو، تولنارو |